# Neodictya currax
Neodictya currax är en insektsart som först beskrevs av Ronald Gordon Fennah 1957.  Neodictya currax ingår i släktet Neodictya och familjen Dictyopharidae. Inga underarter finns listade i Catalogue of Life.